# Lambayeque (Stadt)
Lambayeque (muchik: Ñampaxllæc) ist die Hauptstadt der Provinz Lambayeque in der gleichnamigen Region im Nordwesten von Peru. 

## Geografie
Die Stadt liegt im gleichnamigen Distrikt. Die Stadt liegt in der wüstenhaften, ariden Küstenebene von Nordwest-Peru auf einer Höhe von 18 m. Die Pazifikküste liegt 10 km südwestlich der Stadt. Das Zentrum der Region, Chiclayo, liegt 10 km südöstlich von Lambayeque.
Die Stadt hatte beim Zensus 2017 58.276 Einwohner, 10 Jahre zuvor lag die Einwohnerzahl bei 48.273.

## Geschichte
Die Stadt wurde im 16. Jahrhundert gegründet.

## Wirtschaft und Verkehr
Die Fernstraße Panamericana führt durch Lambayeque.
Von 1871 bis in die 1970er Jahre hatte Lambayeque durch die Bahnstrecke Eten–Ferreñafe Anschluss an Chiclayo und den Pazifik-Hafen Eten.
In der Umgebung von Lambayeque wird bewässerte Landwirtschaft betrieben. Mehrere Bewässerungskanäle führen aus den Bergen der peruanischen Westkordillere in das Gebiet von Lambayeque.

## Bildung und Kultur
In Lambayeque befinden sich die Museen Museo Tumbas Reales de Sipán und Museo Arqueológico Nacional Brüning sowie die Universität Universidad Nacional Pedro Ruiz Gallo.

## Söhne und Töchter
- Víctor Emiliano Villegas Suclupe (* 1967), römisch-katholischer Ordensgeistlicher und Prälat von Chota